# Shandite
 (septembre 2023).
La shandite est un minéral sulfuré de formule chimique Ni3Pb2S2. Elle a été découverte en 1948 en Australie par le minéralogiste allemand Paul Ramdohr qui lui a donné le nom du pétrologue écossais Samuel James Shand (en) (1882 – 1957),. Ramdohr a caractérisé la shandite par son éclat métallique et sa couleur jaune cuivré. Avec une densité de 8,92 et une valeur de dureté  de 4 sur l'échelle de Mohs, la shandite se trouve couramment sous forme d'inclusion dans d'autres minéraux tels que la heazlewoodite Ni3S2 ou la serpentine. Elle est aussi associée à la pentlandite, la sphalérite, la chromite et la magnétite.

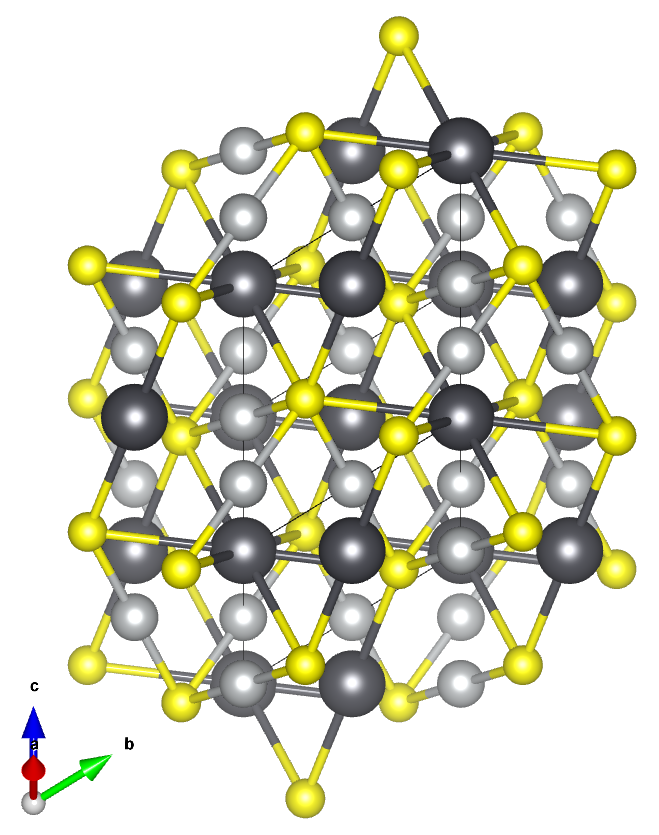
Structure cristalline de la shandite

Son système cristallin est un scalénoèdre trigonal hexagonal de symbole 3 2/m qui appartient au groupe d'espace R3 m. La shandite est anisotrope, ce qui signifie qu'elle a des propriétés différentes selon différentes angles de présentation. En lumière polarisée croisée, elle montre des couleurs gris-bleu ou jaune-brun. Elle présente également un relief très marqué, ce qui lui permet de se détacher de son support de montage et d'être facilement visible et possède un indice de réfraction de 1,54, mesurant la vitesse de la lumière à travers la substance. Dans une lumière polarisée dans le plan, la shandite a une couleur blanc crème et un pléochroïsme distinct, propriété qui lui donne l'impression d'avoir des couleurs différentes sous différents angles. Elle présente une forte biréfringence, et décompose la lumière en deux rayons : bleu foncé, et gris.
Au cours des décennies suivantes, plusieurs composés de structure de type shandite ont été synthétisés par plusieurs chimistes. Le groupe de composés M3A2Ch2 à structures cristallines de type shandite a ensuite été appelé « shandites ». Ils comprennent Co3Sn2S2 = Sn2Co3S2 = Co3/2SnS qui est devenu célèbre ces dernières années en tant que matériau ferromagnétique semi-métallique en couches et semi-métal topologique comprenant des couches kagome d'atomes de cobalt,.